# The Epic Split

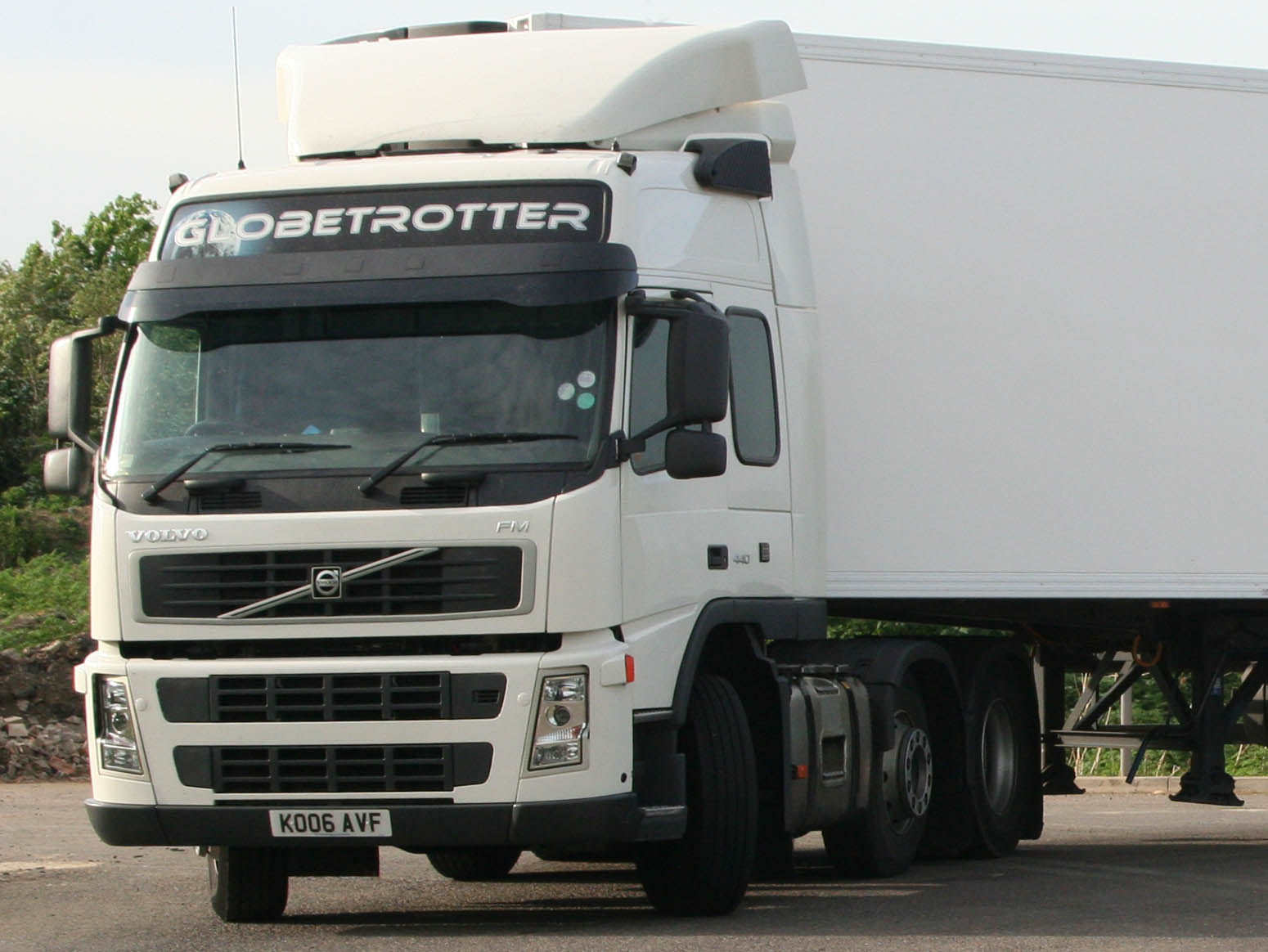
撮影に使用されたボルボ・FMシリーズ（同型車）

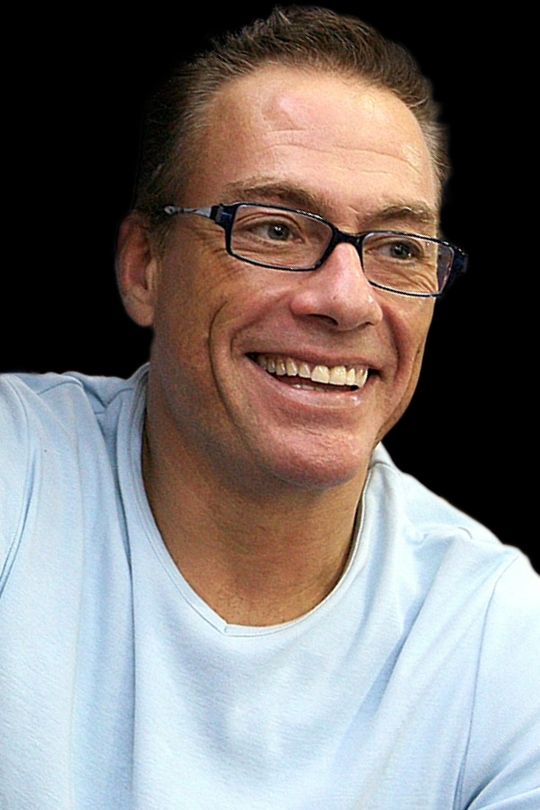
ジャン＝クロード・ヴァン・ダム

The Epic Split は、2台のボルボ・トラックの間で男性が180度開脚を行うコマーシャル。俳優のジャン＝クロード・ヴァン・ダムが 、エンヤの音楽「Only time」に合わせて、2台の後進する大型トラックの間で開脚する役を演じた。コマーシャルの時間は75秒間。2013年11月23日に公開された。ボルボの狙いは、同社のトラックに装備される「Volvo Dynamic Steering」という機能の安全性と精度を宣伝することであった。公開後大きな反響を呼び多数の賞を受賞するとともに、数多くのパロディ作品が制作される現象を引き起こした。「The Epic Split」は「壮大な開脚（股割り）」という意味である。

## 撮影

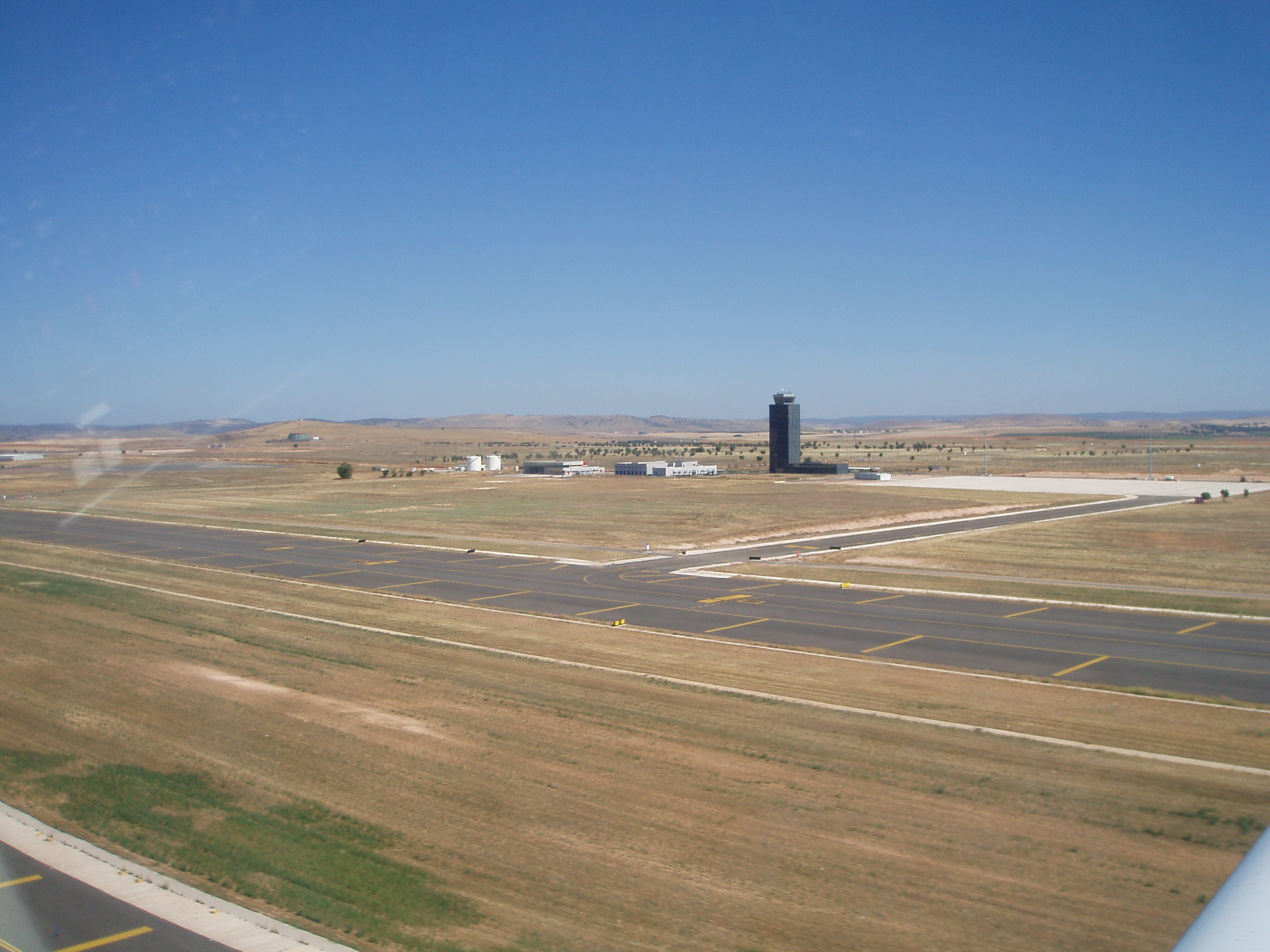
撮影地のシウダ・レアル・セントラル空港

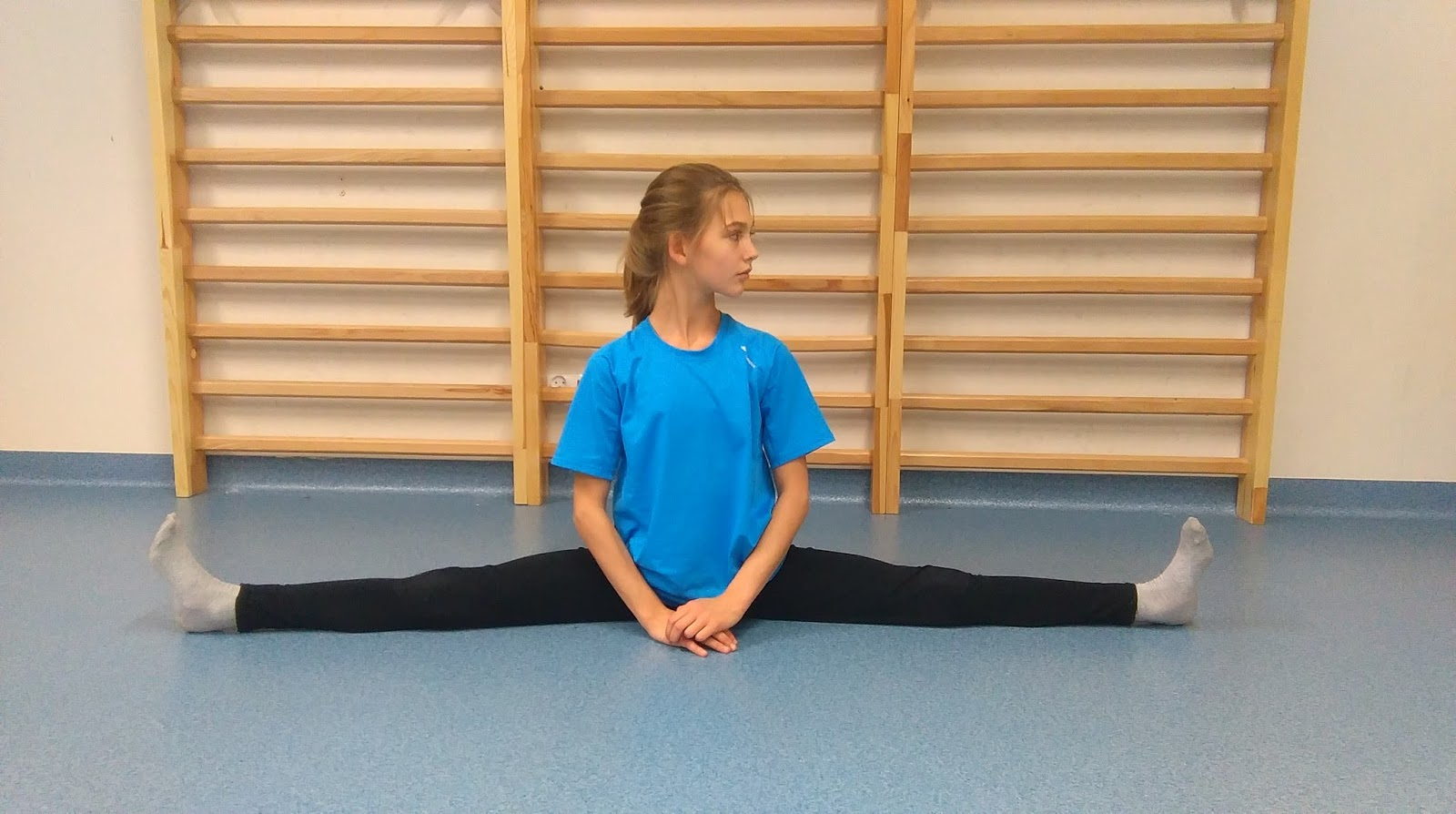
180度開脚

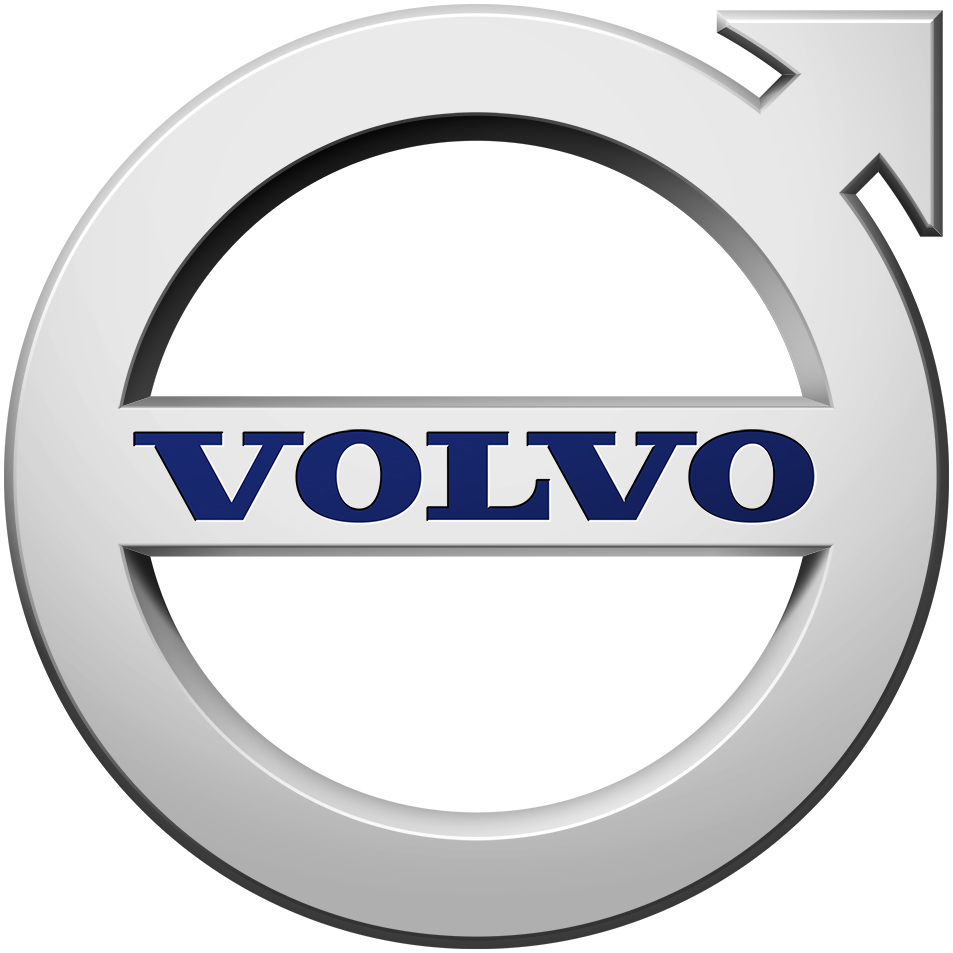
ボルボ・トラックの企業ロゴ

### 撮影まで

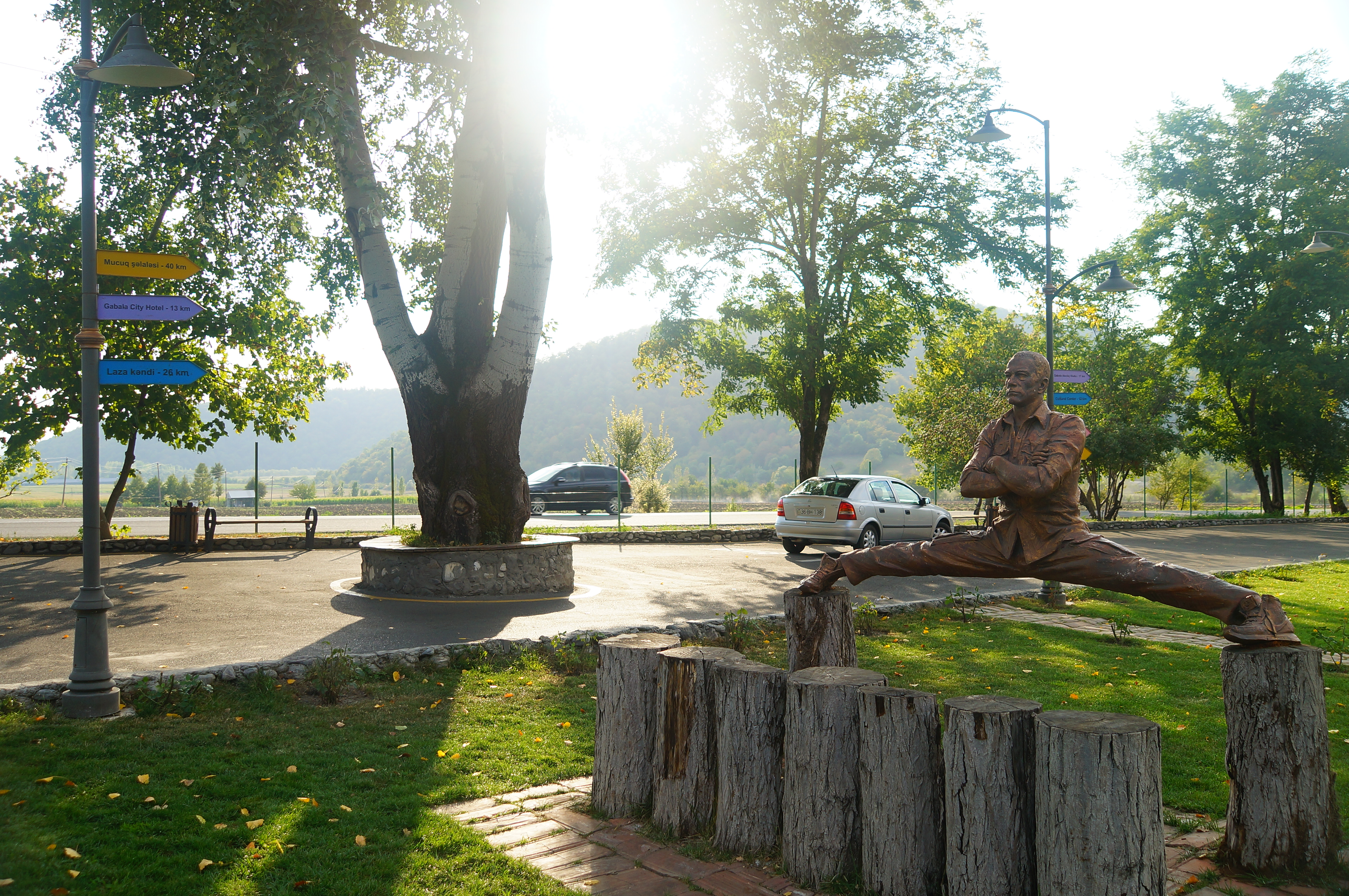
アゼルバイジャンのカバラにあるモニュメント

このコマーシャルは、スウェーデンの広告代理店のForsman＆Bodenforsが制作し、ボルボ・トラックのシリーズ物のコマーシャル「Live Test」の6つ目として撮影された。撮影ディレクターは、アンドレアス・ニルソンが務めた。撮影は、スペインのシウダ・レアルの南方約15kmにあり、2012年から閉鎖されているシウダ・レアル・セントラル空港の4000メートルの滑走路を使って行われた。撮影の計画には5か月かかった。

### トラックについて
トラックはボルボFMシリーズが使用された。ボルボ・トラックの「Volvo Dynamic Steering」という機能の宣伝のためのコマーシャルであったが、「Volvo Dynamic Steering」は従来の油圧パワーステアリングに電気式パワーステアリングを組み合わせた仕組みで、特に2台のトラックの車間距離を電子的に一定に保ったり、隣のトラックと同一速度を保つような機能はなく、結局のところ撮影でのトラックの運転はドライバー任せであった（ただし、「Volvo Dynamic Steering」には牽引するトレーラーが真っすぐ後進するようにハンドルを補正する機能はある）。滑走路には、トラックの位置を運転席から把握するために白線が描かれた。トラックの運転手は、地面の白線をサイドミラーで確認しながら走行しトラックの間隔を保つ練習を8日間の訓練を行った。スタント専門のプロドライバーではなく、ボルボに雇用される一般ドライバーがハンドルを握った。トラックのサイドミラーの後ろには、脚を置くための小さな台が設置されていた。2台のトラックには運転手の他にもう一人の補助者が乗り込み、速度やトラックの間隔などの監視を行った。トラックの後進するスピードは時速25kmに設定された。

### 本番
3日間の撮影リハーサルが行われたのちに、スタントシーンを含めた本番撮影が行われた。本番の撮影はカットなしのシングルテイクだった。ヴァン・ダムはその他の映画やコメディ動画でも度々180度開脚を披露しており、このThe Epic Splitでもスタントマンを使用せずに、自身で演じている。ヴァン・ダムは現地で本番撮影の2日前のリハーサル中に自分が行うスタントの内容について説明を受けた。RatgeberTVが公開しているメイキング動画には、ヴァン・ダムがボルボの技術者からその説明を受けて「え？？後進で撮影するの？」と困惑しているシーンが収録されている。ただし、ジャン＝クロード・ヴァン・ダムの体は安全帯で吊られ、脚がトラックから外れたりトラックの車間距離が離れすぎた場合も、地面には落下しないような措置が講じられていた。ワイヤーは画像処理で消去され完成した動画では見ることができない。
カメラはArri Alexaが使用され、トラックを追跡して走るカメラカーの撮影用アームに固定された。日の出に合わせて撮影は行われたので、撮影のチャンスは1回だけであった。トラックは朝日に向かって後進で滑走路を西から東へ進み撮影が行われた。撮影後の安全ワイヤーの消去や色彩調整はイギリスのVFX制作会社のThe Millで実施された。

## セリフ
動画の中でヴァン・ダムが呟いている言葉の内容は以下の通りである。
このセリフが終わると、画面左側のトラックが横に進路変更を始めて開脚が始まる設定になっている（右側のトラックは真っすぐ後進して横方向には動かない）。カメラはズームアウトし、ヴァン・ダムが置かれている状況と、トラックが前進ではなく後進していること、そして朝日を映し出す。やがて180度開脚が完了したところで、カメラはトラックの右側に移動し、そのまま静かに追走するシーンで、夕空に「This test was set up to demonstrate the stability and precision of Volvo Dynamic Steering（この実験はボルボ・ダイナミック・ステアリングの安定性と精度を実証するために企画されました）」のテロップが表示されてコマーシャルは終了する。最後に画面が暗転し、「It was carried out by professionals in a closed-off area（この撮影は専門家の指示のもと、管理された閉鎖環境で撮影されました）」とテロップが入る。

## 公開と反響
The Epic Splitは2013年11月23日に公開された。公開後から2日間で、YouTubeで700万回再生され、Facebookで50万回共有され、Twitterで2万ツイートされた。1週間後にはYouTubeでの再生数は2500万回となり、9日後には4000万回となった。The Epic Splitにはエンヤの楽曲「Only Time」が使用されたが、リリース（2001年1月）から13年経過しているにもかかわらずBillboard Hot 100に再び登場して43番目まで到達した。
ドイツのマーケティングリサーチ企業のGfKが行った最初の国際的な市場調査によると、The Epic SplitはLive Testシリーズの6つの広告動画の中で最も印象的な動画であるとされたが、視聴者の即座の行動（つまりトラックの購買意欲）を刺激する効果は6つの中で最低であるとされた。
神経科学的面からの解析では、女性視聴者は開脚する行為自体に興味が集中する傾向があり、男性視聴者はヴァン・ダムが感じているかもしれない苦痛に同情する傾向と動画の本来の目的である「Volvo Dynamic Steering」の効果を理解する傾向があった。
2014年の終わりまでに、全ての動画制作コストは300-400万ドルと見積もられており、対するボルボ・トラックの宣伝効果は1億7000万ドルにもなった。

## パロディと模倣

### ロブ・フォードのパロディ動画

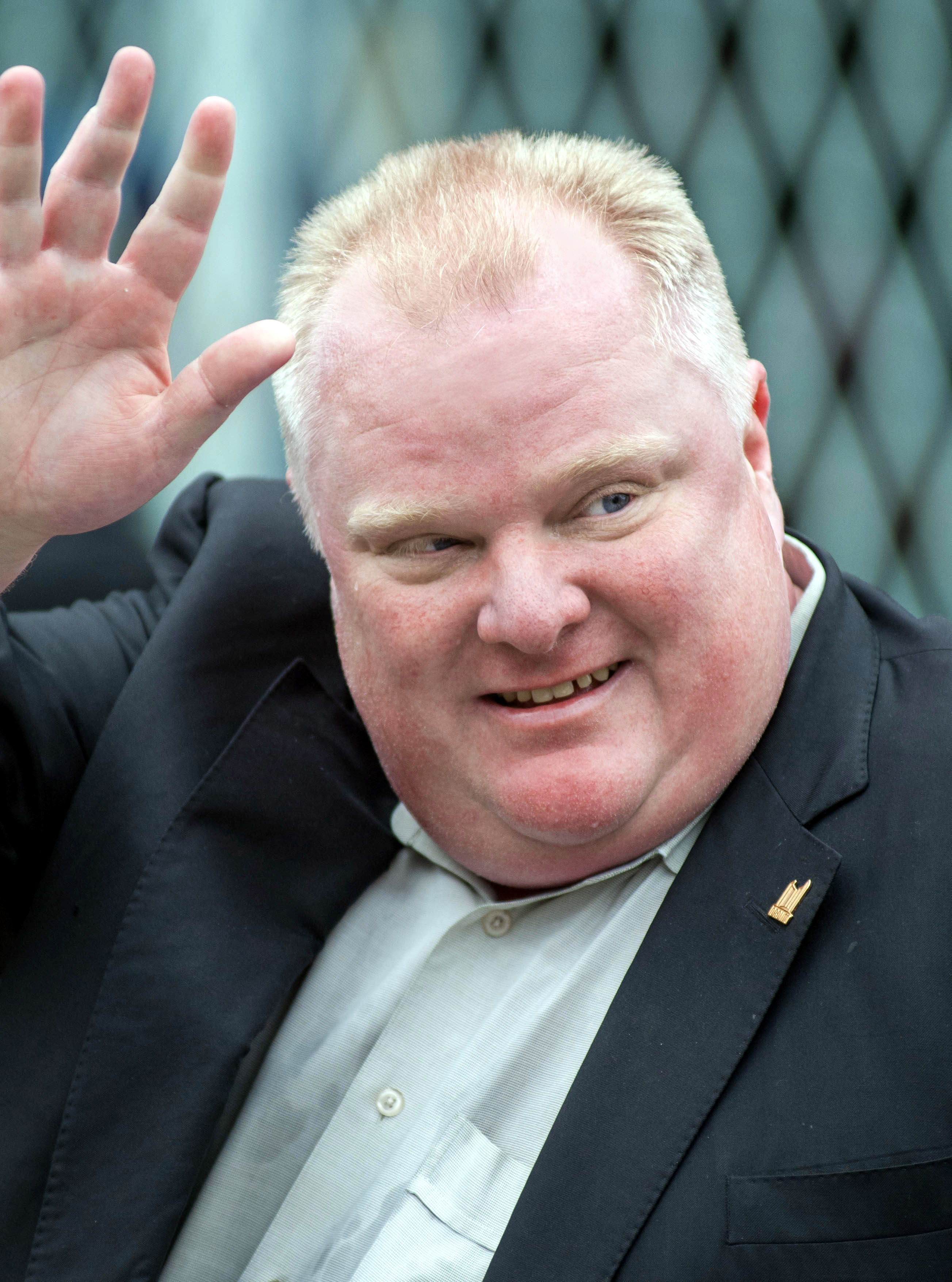
ロブ・フォード

The Epic Splitが公開されて1週間と経たないうちに、ヴァンダムの顔をトロント市長のロブ・フォードに置き換えたパロディ動画がニューヨークの仮想動画（VFX）制作会社の「Artjail」で制作された。動画はロブ・フォードの顔を精密に移植しただけの動画で、他の部分には手を加えていないものであった。ロブ・フォード市長は薬物を巡るスキャンダルで、当時渦中の人であった。

### Jenko's Epic Split

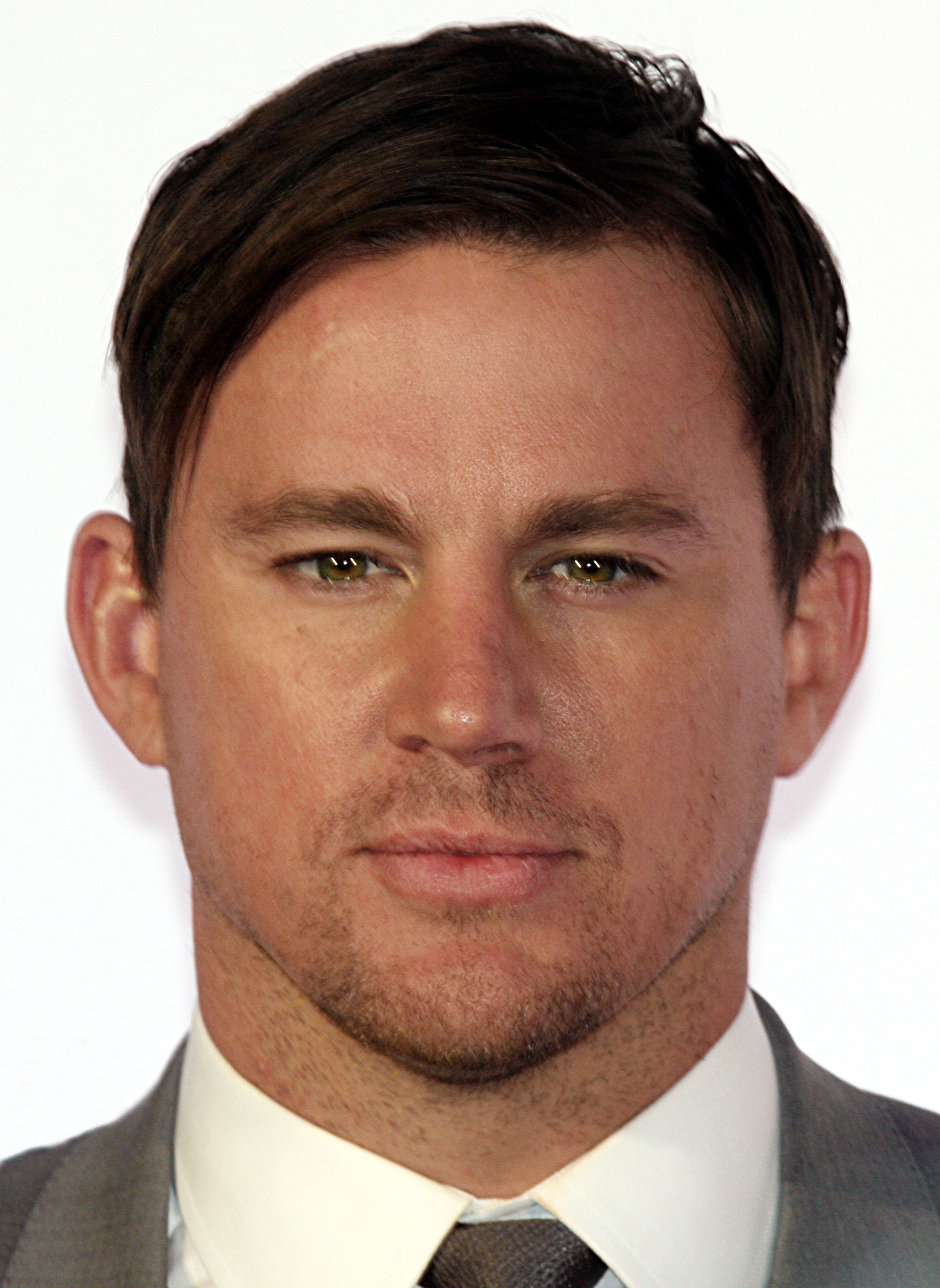
チャニング・テイタム

2013年11月、俳優のチャニング・テイタムが、2つの食品カートの上に登って開脚を行うパロディシーンを披露した。動画は映画『22ジャンプストリート』の撮影期間中に制作され、そのセットとして使用された食品カートの精度と安全性を証明するデモンストレーションであるとされた。画面が切り替わって、開脚に失敗して地面に落下して苦しむテイタムが写され、最後に「この動画は素人によって作成され、管理されていないオープンな環境で撮影されました」とテロップが流された。BGMは本家と同じエンヤの「Only time」が使用された。動画名は、「22 Jump Street」でテイタムが演じるドジな刑事のJenko（ジェンコ）を冠して「Jenko's Epic Split」という題名が用いられた。「22 Jump Street」では、ドジな刑事Jenkoが高校1年生に化けて高等学校で起きた麻薬事件の捜査のために潜入捜査を行うが、それを愚痴って動画でテイタムは以下のようなセリフが喋っている。

### ガザ地区の模倣動画
2013年12月8日、パレスチナのガザ地区では、地区で物資が不足して困窮していることを訴えるために、電力や水不足について語りながら人力で押される乗用車に跨って開脚する動画が制作され公開された。動画を作成したのは、ガザ地区のDeir Al-Balahとハーンユーニスに住む5人組コメディグループの1人である「Zuiter」であった。動画は多くのパレスチナ人によって共有され、1週間で7万回再生された。また、ABC newsを筆頭に各国のメディアに大きく取り上げられた。動画を完成させるためには、8回のチャレンジが必要であった。車は韓国の起亜の乗用車が使われ、脚はボンネットの上に置いて撮影した。「町にはガスもないし、1日の半分は停電して夜にシャワーを浴びることも出来ない」とZuiterは訴えた（パレスチナの過激派グループのハマスによって統治されているガザ地区は、2007年以来イスラエルとエジプトによって経済封鎖状態が続けられている）。

### Greetings from Chuck (The epic christmas split)

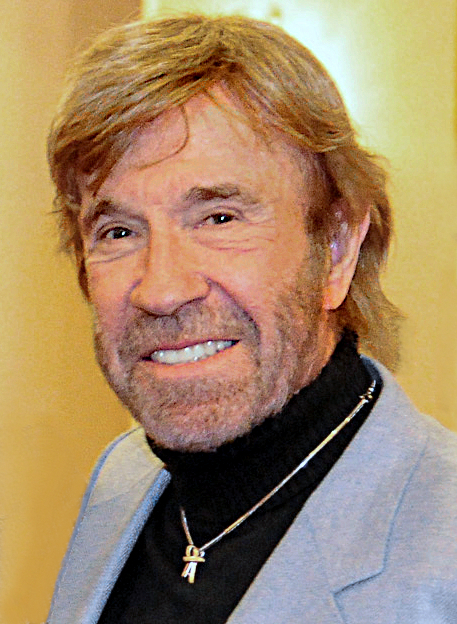
チャック・ノリス

2013年12月末、アメリカの刑事ドラマの炎のテキサス・レンジャーの主人公コーデル・ウォーカー役のチャック・ノリスが飛行中の2機のC-5（大型輸送機）の間で同様の開脚をしているパロディ動画が作成された。 ヴァン・ダムが映画スターとして世の中に出る切っ掛けを作ったチャック・ノリスであり、二人は深い仲にあった（その経緯の詳細はジャン＝クロード・ヴァン・ダムを参照）。カメラが引き戻されると、チャック・ノリスの頭の上に11人の兵士が乗っており組体操でクリスマスツリーの形を表現している。最後に兵士たちが電照されクリスマスと新年を祝うという内容であった。題名は「Greetings from Chuck (The epic christmas split)」とされた。チャック自身が素材となる動画データをDelov Digitalというハンガリーの制作会社に提供してパロディ動画が作成された。動画は2019年12月までにYoutubeで2600万回再生されている（動画はこちらで閲覧できる）。音楽は同様に「Only Time」が使われたが、セリフは完全にオリジナルの内容であった（下記）。
これは余談であるが、The Epic Splitの制作ディレクターであるニルソンは、5年後にチャック・ノリスを起用したトヨタ・タコマのコマーシャルを撮影している。

### ドイツでの再現実験
2014年、RTLグループのレポーターのRalf Herrmannは、ドイツのTV番組で「The Epic Split」の撮影と同じトラックを2台準備し、空港で「The Epic Split」の撮影の再現実験を行った。撮影前にホフマンはジムに通い、体操の専門家から開脚のトレーニングを受けたが、ヴァンダムのような完全な開脚は出来なかった。実験のために滑走路には2本の黄色のラインが描かれ、トラックのドライバーはその黄色のラインをサイドミラーで見ながら運転を行った。実験にはボルボ・トラックの開発エンジニアも参加し、「The Epic Split」と同じ様にトラックのドアミラー上部に足をおく台（プラットフォーム）が取り付けられた。トラックの荷室の上には、ホフマンの体を吊る櫓が組まれ（このような櫓が「The Epic Split」の撮影でも使用されたかどうかは明らかではない）、フォークリフトを使ってホフマンの体がプラットフォームに乗せられた。トラックが衝突しそうになったり、速度が合わなかったりと撮影は何度も撮り直しが必要であった。トラックの荷台の上に組まれた撮影用の櫓や安全ハーネスは、撮影後のVFX編集で消去された（実験の様子はこちらで確認できる）。実験の模様はトラックの専門雑誌「FERNFAHRER」の2014年5月号にも大きく掲載された。
この他にも数多くのパロディ動画や模倣動画が制作され、その一部はCNNでも紹介された。

## 受賞
- 2014年5月、The Epic Splitはカンヌライオンズ、クリオ賞と並ぶ「三大広告賞」であるOne Showから「Best in Show」を受賞した[1]。
- 同年、イギリスのDesign and Art Directionからブラックペンシル賞を贈られた[30]（ブラックペンシル賞はDesign and Art Directionの最高賞であり、毎年授与作品が選ばれるわけではない）。
- 2014年6月、カンヌライオンズ 国際クリエイティビティ・フェスティバルで、「Cyber Grand Prix」と「Film Grand Prix」が贈られた[31]。
- 2014年12月、フィンランドのヘルシンキで開催されたThe Eurobest awardsで「the Film Grand Prix」を含む6つの賞を受賞した[16]。
- 2015年、再びカンヌライオンズ 国際クリエイティビティ・フェスティバルにて「The Creative Effectiveness Grand Prix winner」を受賞した[32]。

## 他のコマーシャル
The Epic Splitはボルボ・トラックの「Live Test」と題された一連の6つのシリーズ物のコマーシャルの6番目の動画として制作された。以下はそのリストである（動画リンクは著作権に問題ないことを確認済み）。
|       | タイトル          | 内容 | 動画リンク                     |
| ----- | ----------------- | --- | ------------------------------ |
| 1作目 | The Ballerina     | 2台のトラックの上に張ったワイヤーの上を女性が綱渡りをする。女性は綱渡り世界記録保持者のFaith Dickeyが演じた。同社のトラックの高い安定性をアピールした。                  | The Ballerina                  |
| 2作目 | The Hook          | 海上20メートルに吊り下げられたボルボ製トラックの上に、社長自身が乗って、ボルボ製トラックの牽引フックの強度をアピールする内容。CGやスタントなどは一切使用せず制作された。 | The Hook                       |
| 3作目 | The Hamster Stunt | ハムスターの力でトラックのハンドルを回し、採石場の頂上までトランクを運転する動画。同社のトラックのハンドルが軽いことをアピールすることが目的だった。                     | The Hamster Stunt              |
| 4作目 | The Chase         | スペインのシウダ・ロドリーゴで開催される牛追い祭りに、同社のボルボ・FLが参加する内容。                                                                                   | The Chase                      |
| 5作目 | The Technician    | 乾いた砂漠に、首まで埋められた同社の技術者の上を、トラックが猛スピードで走り去る内容。                                                                                   | The Technician                 |
| 6作目 | The Epic Split    | 本文参照 | The Epic Split feat. Van Damme |